# Tomboy (software)
Tomboy è un programma sviluppato in C# su Mono con licenza LGPL utile per appuntare note con lo stile di un wiki. Fornisce un editing semplice ed un metodo per riprendere la scrittura e permette l'organizzazione semplice e gerarchica dei dati.

## Storia
Dalla versione in fase di sviluppo 0.13.3 del 24 gennaio 2009, è disponibile una prima versione beta del programma anche per Windows e Mac OS, la versione 0.14.1 pubblicata il 18 aprile 2009 è la prima versione stabile multipiattaforma.
Il 21 settembre 2009 è stata rilasciata la versione 1.0.0, la prima stabile con il supporto alla sincronizzazione (attraverso l'addon WebSync) con il servizio Tomboy Online, pianificato per GNOME 2.30, o con un proprio server Snowy.